# Día Mundial de los Océanos
El Día Mundial de los Océanos es una jornada que se celebra anualmente el 8 de junio desde 2009, establecida por las Asamblea General de las Naciones Unidas (AGNU)  en el 2008
El océano cubre más del 70% del planeta. Es nuestra fuente de vida y sustento de la humanidad y de todos los demás organismos de la tierra.
Prueba de ello es que el océano produce al menos el 50% del oxígeno del planeta, alberga la mayor parte de la biodiversidad de la tierra y es la principal fuente de proteínas para más de mil millones de personas en todo el mundo. Además resulta clave para nuestra economía, ya que se estima que, para 2030, habrá en torno a 40 millones de trabajadores en todo el sector relacionado con los océanos.
Sin embargo, a pesar de todos sus beneficios, necesita más apoyo que nunca.

## Proclamación
El concepto de celebración para este día se inspiró en el Día Internacional de la Madre Tierra y fue propuesto por primera vez en 1992 durante la Cumbre de la Tierra en Río de Janeiro, como una manera de celebrar los océanos y crear conciencia sobre su papel esencial en la vida del planeta. El primer antecedente fue el Día de los Océanos, un evento concertado el 8 de junio de 1992, a cargo del Oceans Institute of Canada (OIC)y avalado por el gobierno canadiense. Ese mismo día se llevó a cabo el Foro Global, un acto paralelo a la conferencia, donde se elevó y aprobó la propuesta de la creación del día a nivel internacional. Una de las responsables de promover el proyecto fue Judith Swan, directora ejecutiva de OIC, presente en la cumbre. La AGNU, en su reunión del 5 de diciembre de 2008 designó el Día Mundial de los Océanos. La proclamación de este día busca destacar la importancia de una gestión responsable de los océanos para asegurar un futuro sostenible, enfrentando desafíos como la contaminación, la acidificación y la sobrepesca, informar sobre el impacto de los humanos en el océano, y desarrollar un movimiento mundial de apoyo.

## Celebración
Este día se celebra cada 8 de junio, la elección de esta fecha se debe a la resolución de la AGNU que buscó establecer un día anual para reconocer la importancia de los océanos. La primera celebración oficial se realizó en 2009. Desde entonces, miles de eventos se llevan a cabo anualmente en más de 150 países. Estos eventos son organizados por diversas agencias de la ONU, como la UNESCO, PNUMA, FAO, PNUD y la Organización Marítima Internacional, además de la Red Océano Mundial patrocinada por la Comisión Oceanográfica Intergubernamental de la UNESCO.

## Objetivos de Desarrollo Sostenible
El ODS 14 tiene como objetivo conservar y utilizar sosteniblemente los océanos, los mares y los recursos marinos.

## Temas
- 2009: Nuestros océanos: Por un futuro verde.[10]Nuestros océanos, nuestra responsabilidad[11][12]
- 2010: Nuestros océanos: oportunidades y desafíos[11][13]
- 2011: Nuestros océanos: Por un futuro verde.[11]Los océanos reverdecen nuestro futuro[14]
- 2012: Juventud: la nueva etapa para el Cambio[11][15]
- 2013 y 2014: Juntos tenemos el poder de proteger el océano[11][16][17]
- 2015 y 2016: Unos océanos sanos, un planeta sano[11][18]
- 2017: Nuestros océanos, nuestro futuro[19][20]
- 2018: Limpiemos nuestros océanos[21]
- 2019: Género y océano[22]
- 2020: Innovación para un océano sostenible[23]
- 2021: El océano: vida y medio de subsistencia[24]
- 2022: Revitalizar los océanos a través de la acción colectiva[25]
- 2023: Planeta Oceánico: las corrientes están cambiando[26]

- 2024: Despertar nuevas profundidades[27]